# Kanton Chazelles-sur-Lyon
Der Kanton Chazelles-sur-Lyon war von 1925 bis 2015 ein französischer Wahlkreis im Arrondissement Montbrison, im Département Loire in der der Region Rhône-Alpes. Hauptort war Chazelles-sur-Lyon.

## Gemeinden
Der Kanton umfasste die Wahlberechtigten aus zehn Gemeinden:
| Gemeinde              | Einwohner Jahr | Fläche km² | Bevölkerungsdichte | Code INSEE | Postleitzahl |
| --------------------- | -------------- | ---------- | ------------------ | ---------- | ------------ |
| Châtelus              | 127 (2013)     | 2,53       | 50 Einw./km²       | 42055      | 42140        |
| Chazelles-sur-Lyon    | 5136 (2013)    | 20,91      | 246 Einw./km²      | 42059      | 42140        |
| Chevrières            | 1070 (2013)    | 14,54      | 74 Einw./km²       | 42062      | 42140        |
| La Gimond             | 287 (2013)     | 3,37       | 85 Einw./km²       | 42100      | 42140        |
| Grammond              | 886 (2013)     | 8,13       | 109 Einw./km²      | 42102      | 42140        |
| Maringes              | 672 (2013)     | 9,17       | 73 Einw./km²       | 42138      | 42140        |
| Saint-Denis-sur-Coise | 655 (2013)     | 10,79      | 61 Einw./km²       | 42216      | 42140        |
| Saint-Médard-en-Forez | 1031 (2013)    | 10,39      | 99 Einw./km²       | 42264      | 42330        |
| Viricelles            | 452 (2013)     | 2          | 226 Einw./km²      | 42335      | 42140        |
| Virigneux             | 614 (2013)     | 11,84      | 52 Einw./km²       | 42336      | 42140        |